# Alaksandr Hutar
Alaksandr Piatrowicz Hutar (biał. Аляксандр Пятровіч Гутар, ros. Александр Петрович Гутор, Aleksandr Pietrowicz Gutor; ur. 18 kwietnia 1989 w Mińsku) – białoruski piłkarz, grający na pozycji bramkarza, reprezentant Białorusi.

## Kariera piłkarska

### Kariera klubowa
W 2006 rozpoczął karierę piłkarską w BATE Borysów. W 2013 przeszedł do Dynamy Mińsk. Latem 2016 zasilił skład rosyjskiego FK Orenburg. W lipcu 2017 przeniósł się do FK Tosno. 5 września 2017 został zawodnikiem Czornomorca Odessa. 12 grudnia 2017 za obopólną zgodą kontrakt z klubem został anulowany.
| Sezon   | Klub                | Kraj     | Rozgrywki        | Mecze | Bramki |
| ------- | ------------------- | -------- | ---------------- | ----- | ------ |
| 2008    | BATE Borysów        | Białoruś | Wyszejszaja liha | 4     | 0      |
| 2009    | BATE Borysów        | Białoruś | Wyszejszaja liha | 5     | 0      |
| 2010    | BATE Borysów        | Białoruś | Wyszejszaja liha | 9     | 0      |
| 2011    | BATE Borysów        | Białoruś | Wyszejszaja liha | 27    | 0      |
| 2012    | BATE Borysów        | Białoruś | Wyszejszaja liha | 3     | 0      |
| 2013    | Dynama Mińsk        | Białoruś | Wyszejszaja liha | 27    | 0      |
| 2014    | Dynama Mińsk        | Białoruś | Wyszejszaja liha | 24    | 0      |
| 2015    | Dynama Mińsk        | Białoruś | Wyszejszaja liha | 22    | 0      |
| 2016    | Dynama Mińsk        | Białoruś | Wyszejszaja liha | 14    | 0      |
| 2016/17 | FK Orenburg         | Rosja    | Priemjer-Liga    | 12    | 0      |
| 2017/18 | Czornomoreć Odessa  | Ukraina  | Persza liha      | 12    | 0      |
| 2018    | Dynama Brześć       | Białoruś | Wyszejszaja liha | 24    | 0      |
| 2019    | Dynama Brześć       | Białoruś | Wyszejszaja liha | 25    | 0      |
| 2020    | Szachcior Soligorsk | Białoruś | Wyszejszaja liha | 28    | 0      |